# Isla Chiquimichoc
Isla Chiquimichoc är en ö i Mexiko. Den ligger i lagunen Laguna de Términos och tillhör kommunen Carmen i delstaten Campeche, i den sydöstra delen av landet. Arean är 7,8 kvadratkilometer. Öarna Isla Aguada och Isla Cañon ligger mycket nära.